# Рудка (Маневичская поселковая община)
Рудка (укр. Рудка) — село в Маневичской поселковой общине Камень-Каширского района Волынской области Украины.
До 2020 года входило в Маневичский район.
Код КОАТУУ — 0723680603. Население, судя по переписи 2001 года, составляет 261 человек. Почтовый индекс — 44641. Телефонный код — 3376. Занимает площадь 12 км².